# Bartonville (Teksas)
Bartonville – miasto w Stanach Zjednoczonych, w stanie Teksas, w hrabstwie Denton.